# Hamdi Werhani
Hamdi Werhani, né le 29 novembre 1981, est un footballeur tunisien évoluant au poste d'arrière gauche avec l'Étoile sportive de Métlaoui. Il mesure 1,81 m pour 76 kg.

## Carrière
- 2006-2007 : Olympique de Béja (Tunisie)
- 2007-2009 : Club africain (Tunisie)
- 2009-2010 : Olympique de Béja (Tunisie)
- 2010-2011 : Avenir sportif de Gabès (Tunisie)
- 2011-2013 : Olympique de Béja (Tunisie)
- depuis 2013 : Étoile sportive de Métlaoui (Tunisie)

## Palmarès
- Championnat de Tunisie :
  - Vainqueur : 2008
- Coupe nord-africaine des clubs champions :
  - Vainqueur : 2009
- Coupe de Tunisie : 
  - Vainqueur : 2010